# 鉅鹿赫太郎

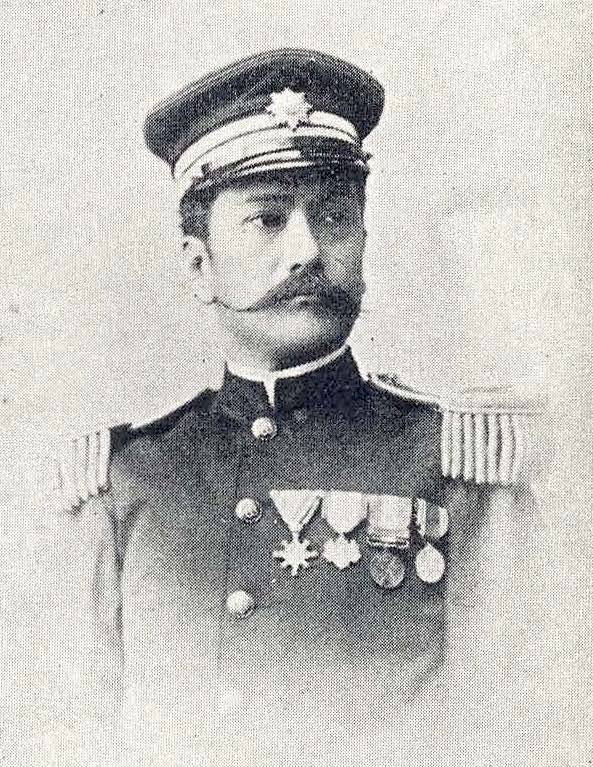
鉅鹿赫太郎

鉅鹿 赫太郎（おうが かくたろう、（安政6年）1860年 - 昭和8年4月24日没）は、公使館通訳、台湾総督府翻訳官兼総督府法院通訳。明治初期の代表的な中国通で、黄遵憲とも交わった人物。

## 経歴
「鉅鹿」は中国の地名。このことから、帰化人で通訳をしていた人物であると推測出来る。江戸時代、交易が自由で唐人の町内散宿が許されていた頃に日本へ帰化した唐人の数は多く、ことに唐通事という通訳官の家系にそれが目立つ。どうやら鉅鹿氏は唐通事の魏五左衛門をルーツに持ち、元禄17年刊『長崎虫眼鏡』上巻には「魂九官　同子清左衛門　同清兵衛　家来嬉　/右四人は寛文十弐子のとし御ねかひ中上、日本に住宅御赦免ありて子息弐人、延宝七未のとし日本人の姿となる」とある。つまり魂之琰一家は、寛文12年に長崎住宅唐人がゆるされ、延宝7年（l679年）に「鉅鹿」の姓を名乗ることになったのだという。鉅鹿氏と称した魂九官一家は東京貿易で財を成し、延宝7年（1679年）には中島川に石橋を架設、翌年は松森神社の大門を寄進し(『長崎実録大成』第四巻)、また崇福寺の檀越として大雄宝殿重層の附加、婿祖堂門などの寄進を行なったという。
鉅鹿赫太郎の活動としては、何如璋に仕えて興亜会の活動に参加していること、大河内輝声との交流。日本における中国語教育の先人として活動し、慶應義塾支那語科の講師として赴任していること、台湾総督府に勤務し台北市に渡り、法院通訳などを務めている（同時期の人物に民政部殖産局長心得・新渡戸稲造、手島兵次郎など）ことが確認出来る。
1895年12月に陸軍大本営付陸軍通訳（判任官待遇）となる。

## 栄典
- 1908年（明治41年）6月25日 - 勲五等瑞宝章[2]